# Otto Schirmer (Mediziner)

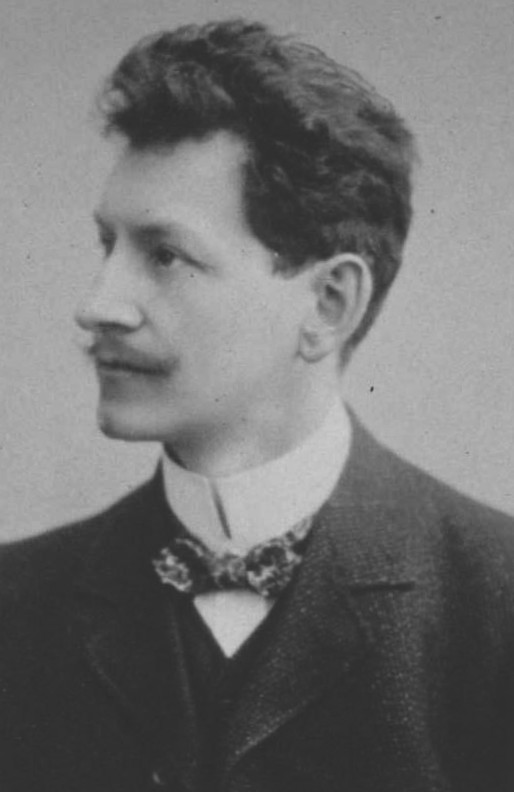
Otto Schirmer, 1907

Otto Wilhelm August Schirmer (* 13. Dezember 1864 in Greifswald; † 6. Mai 1917 in New York) war ein deutscher Augenarzt und Hochschullehrer. 

## Leben & Wirken
Nach seiner Schulzeit in Greifswald studierte Schirmer von 1881 bis 1886 an den Universitäten Greifswald, München und Freiburg. Er approbierte und promovierte 1886 und habilitierte 1889 in Göttingen bei Theodor Leber. Hier trat er auch dem Studenten-Gesangverein der Georgia-Augusta bei und wurde nur ein Jahr später zum Ehrenmitglied ernannt. Schirmer wurde 1891 Dozent und Assistent bei Arthur von Hippel in Königsberg, 1893 wechselte er nach Halle, und wurde danach in Greifswald Stellvertreter und 1896 Nachfolger seines Vaters Rudolf Schirmer und somit Dozent der dortigen universitären Augenklinik.
1907 wurde er als Lehrstuhlinhaber nach Kiel berufen, wechselte aber schon im gleichen Jahr an die Universität Straßburg. 1909 trat er von seinem Lehramt in Straßburg zurück. Schirmer emigrierte in die USA und ließ sich in New York nieder. Über die Gründe seiner Auswanderung ist wenig bekannt. Laut zeitgenössischen Medizinhistorikern sei Schirmer »nicht aus eigenem Antrieb« zurückgetreten (Isidor Fischer). Es soll sich um einen »tragische(n) Sturz, wohl nicht ohne sein eigenes Verschulden«, gehandelt haben (Julius Hirschberg).
In New York arbeitete er in mehreren Krankenhäusern, unter anderem im Herman Knapp Memorial Eye Hospital.
Der Schirmer-Test ist nach ihm benannt.